# Juan Carlos Castillo
Pour les articles homonymes, voir Castillo.
Castillo  Ramírez est un nom espagnol. Le premier nom de famille, en général paternel, est Castillo ; le second, en général maternel, souvent omis, est Ramírez.
Juan Carlos Castillo Ramírez, né le 19 août 1964 à Manizales (département de Caldas) et mort le 25 novembre 1993 à Chinchiná (département de Caldas), est un coureur cycliste colombien des années 1980 et 1990, professionnel entre 1985 et 1992.  

## Biographie
Juan Carlos Castillo est né le 19 août 1964 à Manizales dans une famille de cinq enfants. À vingt ans, il déclare aimer la musique, la lecture, la danse et aller au cinéma. Il admirait Luis Herrera (qu'il considère alors comme le meilleur coureur colombien). Ses préférences culinaires vont vers les haricots et les arepas. À cette époque son plus grand désir est de passer professionnel et de disputer le Tour de France. Il n'a pu poursuivre ses études que jusqu'en terminale (Segundo Bachillerato) ne trouvant plus le temps d'associer les études et l'entrainement. Il mesure 1,74 m pour 74 kg, et il est aussi bon descendeur que grimpeur. Il participe à sa première Vuelta de la Juventud (un Tour de Colombie réservé aux jeunes), après à peine quatre mois de compétitions.
À sa troisième participation, le Caldense remporte l'édition 1984, avec plus de cinq minutes d'avance sur son dauphin Henry Cárdenas. Il construit sa victoire dans l'ascension de l'Alto de Minas. Il dédicace sa victoire à M. Pinilla du « Club Ciclo Estrella » dans lequel, il s'initia au sport cycliste. Cette XVII Vuelta de la Juventud, associée à son succès dans le Circuito Feria de Manizales, lui permet de passer professionnel, l'année suivante, dans l'équipe Café de Colombia.
Il fait partie de la première équipe colombienne à participer au Tour d'Italie lors de l'édition de 1985.
Il fut un des principaux équipiers de Luis Herrera, lors de ses participations aux grands tours de l'année 1987. Notamment, lorsque Lucho remporte la Vuelta. 
Après avoir fait un séjour en prison, pour participation présumée à un trafic de drogue, il meurt assassiné, quatre mois plus tard dans sa voiture, fin novembre 1993. Il était responsable des ventes de boissons dans le stade Hernán Ramírez Villegas, jusqu'à quelques semaines avant sa mort.

## Équipes
- Amateur :
  - 1984 :  Piles Varta Ascenso (au Tour de Colombie)[4]
- Professionnelles[5] :
  - 1985 :  Piles Varta - Café de Colombia - Mavic
  - 1986 :  Café de Colombia - Piles Varta
  - 1987 :  Piles Varta - Café de Colombia
  - 1988 :  Café de Colombia
  - 1989 :  Postobón Manzana
  - 1990 :  Postobón Manzana - Ryalcao
  - 1991 :  Ryalcao - Postobón Manzana
  - 1992 :  Gaseosas Glacial

## Palmarès
- 1984
  - Tour de Colombie espoirs

## Résultats sur lesgrands tours

### Tour de France
2 participations.
- 1987 : 36e du classement général.
- 1990 : 79e du classement général.

### Tour d'Espagne
3 participations.
- 1986 : abandon lors de la 3e étape.
- 1987 : 31e du classement général.
- 1989 : non-partant au matin de la 6e étape.

### Tour d'Italie
1 participation.
- 1985 : non-partant au matin de la 7e étape.

## Résultats sur les championnats

### Championnats du monde professionnels
3 participations.
- 1985 : abandon.
- 1987 : abandon.
- 1988 : abandon.